# Elémire Zolla
Pour les articles homonymes, voir Zolla.
Ne doit pas être confondu avec Émile Zola.
Elémire Zolla (né le 9 juillet 1926  à Turin et mort le 29 mai 2002 à Montepulciano) est un écrivain, philosophe et historien des religions italien.
Proche de la pensée pérennialiste ou traditionaliste, il était un fin connaisseur des doctrines ésotériques et de la mystique, tant occidentale qu'orientale.

## Biographie
Elémire Zolla naquit dans une famille provenant d'horizons divers: son père, Venanzio Zolla (it) était peintre (1880-1961), né en Angleterre d'un père lombard et d'une mère alsacienne ; sa mère Blanche Smith (1885-1951) originaire du Kent, en Angleterre était musicienne. Zolla passa son enfance entre Paris, Londres et Turin et appris naturellement à parler l'anglais, le français, l'italien et plus tard l'allemand et l'espagnol.
À 22 ans, il tomba malade de la tuberculose. C'est pendant sa convalescence qu'il écrivit son premier roman, Menuet en enfer, publié en 1956, qui remporta le Prix Strega de la meilleure première œuvre.
En 1957, il s'installa à Rome, où il commença à travailler pour le journal Tempo presente.
En 1959, il publia l'essai Eclipse de l'intellectuel :  écrit assez iconoclaste dans lequel il fait une critique de la société de masse basée sur l'analyse de Théodore Adorno et Max Horkheimer. Il y prend également position contre les lobbys politico-culturels et le conformisme progressiste.
En 1958, il épousa la poétesse Maria Luisa Spaziani, mais leurs dix années de fiançailles auront malheureusement raison de leur mariage qu'ils rompirent presque immédiatement.
Il se liera peu après à l'écrivain Cristina Campo, avec qui il partagera ses jours jusqu'à sa mort en 1977. En 1980, il se remariera une dernière fois à Grazia Marchianò, une enseignante en esthétique et orientalisme.
En 1960, Mario Praz l'aide à obtenir le poste de Langue et Littérature anglo-américaine à l'Université de Rome ; ses cours, sont entre autres fréquenté par le jeune Roberto Calasso. À partir de 1967, il enseigne à l'Université de Catane, puis à Gênes où il enseigne aussi la philologie germanique, avant de revenir à Rome en 1974.
De 1966 à 1968, il fut secrétaire général de l'Institut universitaire de Rome et de 1970 à 1973 directeur de l'Istituto ticinese di alti studi (it)  à Lugano.
En 1968, il entreprend un voyage dans le sud-ouest des États-Unis à la suite duquel il écrit La littérature et le chaman, une histoire de l'image de l'Indien dans la littérature américaine.
Puis il voyagera en Inde, en Indonésie, en Chine, en Corée et surtout en Iran dont il fait la matière première de son livre Aure.
En janvier 1969 il fonde la revue Conoscenza religiosa (it)) (publiée par La Nuova Italia), qu'il dirigera jusqu'en 1983 et dans laquelle se retrouveront de nombreux auteurs comme :
Abraham Joshua Heschel, Jean Servier, Henry Corbin, Cristina Campo, Quirino Principe, Guido Ceronetti, Sergio Quinzio, Margarete Riemschneider, Jorge Luis Borges, Seyyed Hossein Nasr, Léo Schaya, Eugenio Montale, Giuseppe Dale et Rosario Assunto.
Marcel Griaule (1898-1956) y publiera aussi quelques essais.
En 1970, il écrivit une introduction controversée à la première édition du Seigneur des anneaux de Tolkien.
En 1974, il présenta la première traduction intégrale établie par Pietro Modesto de la très grande œuvre : La Colonne et le fondement de la vérité : un essai sur la théodicée orthodoxe en douze lettres du philosophe et mystique russe Paul Florensky.
S'ensuivra la traduction d'un autre ouvrage du même auteur : Le Porte regali (1977), une étude sur l'icône.
Comme auteur de préfaces et critique, il a écrit sur Yakup Kadri Karaosmanoğlu, les  Upanishads, l' Imitation de Jésus-Christ, Richard Rolle, Ioan Petru Culianu, Mircea Eliade, Thomas Mann, Sade, Kafka, Joyce,  Emily Dickinson, Herman Melville (dont il a traduit une partie du poème Clarel ), Nathaniel Hawthorne, Margery Kempe, Francis Scott Fitzgerald et d'autres écrivains de l'Amérique du XXe siècle.
En 1987, il remporte le Prix international de la ville d'Ascoli Piceno, organisée par le Études Médiévales Cecco d'Ascoli, un prix littéraire décerné dans le domaine des études médiévales et de la recherche historique.
En 1991, il quitte l'enseignement pour s'installer à Montepulciano (Sienne), où il finira ses jours, le 29 mai 2002.

## Source de la traduction
- (it) Cet article est partiellement ou en totalité issu de l’article de Wikipédia en italien intitulé « Elémire Zolla » (voir la liste des auteurs).